# تيد غرابر
تيد غرابر (بالإنجليزية: Ted Graber)‏ هو مصمم ديكور ‏ أمريكي، ولد في 1920 في لوس أنجلوس في الولايات المتحدة، وتوفي في 3 يونيو 2000 في سونوما في الولايات المتحدة بسبب مرض آلزهايمر.